# Kalifornisk fetknopp
Kalifornisk fetknopp (Sedum spathulifolium) är en fetbladsväxtart som beskrevs av William Jackson Hooker. Kalifornisk fetknopp ingår i fetknoppssläktet som ingår i familjen fetbladsväxter. Arten har ej påträffats i Sverige.

## Underarter
Arten delas in i följande underarter:
- S. s. pruinosum
- S. s. purdyi
- S. s. spathulifolium
- S. s. yosemitense

## Bildgalleri

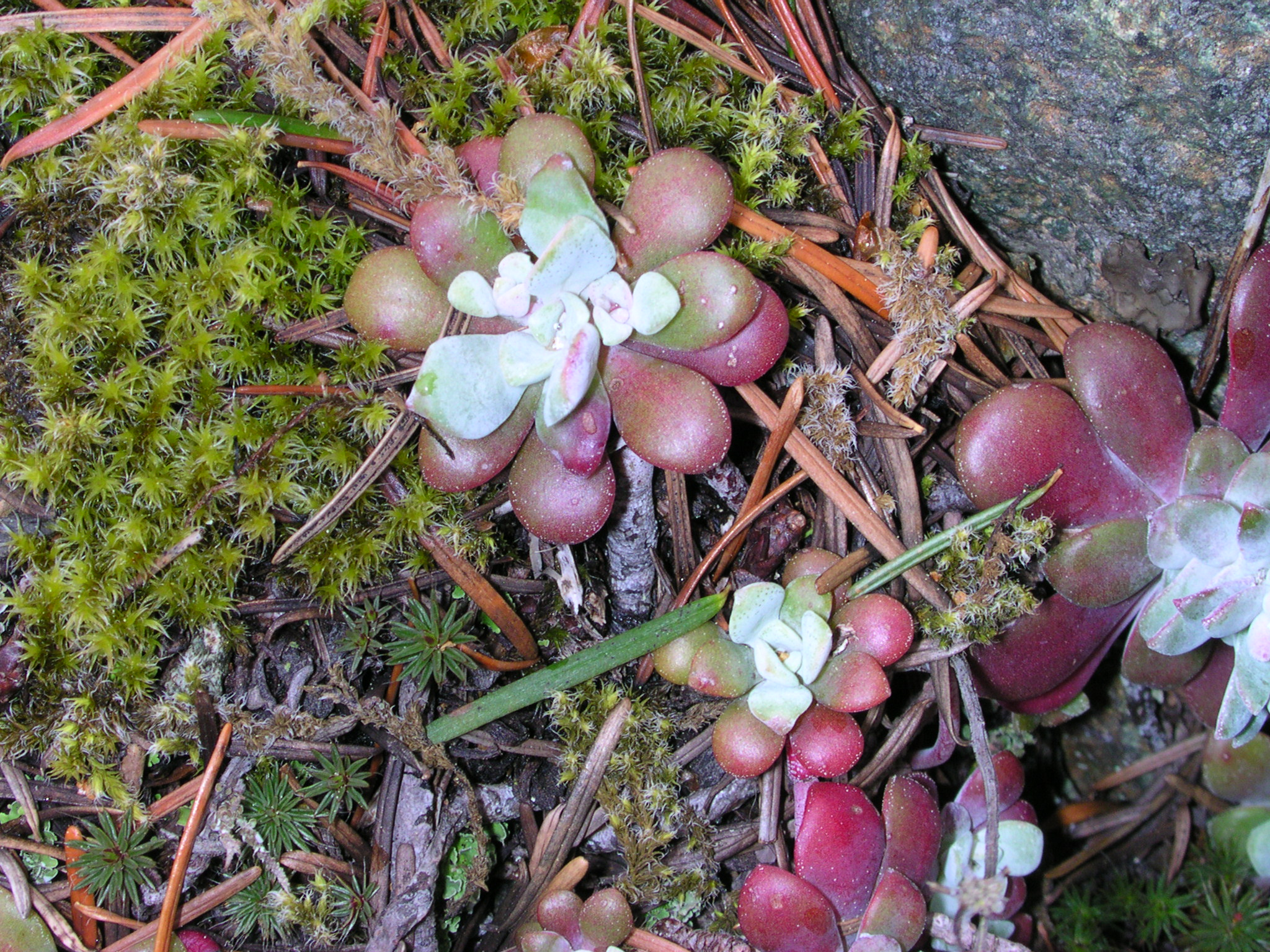
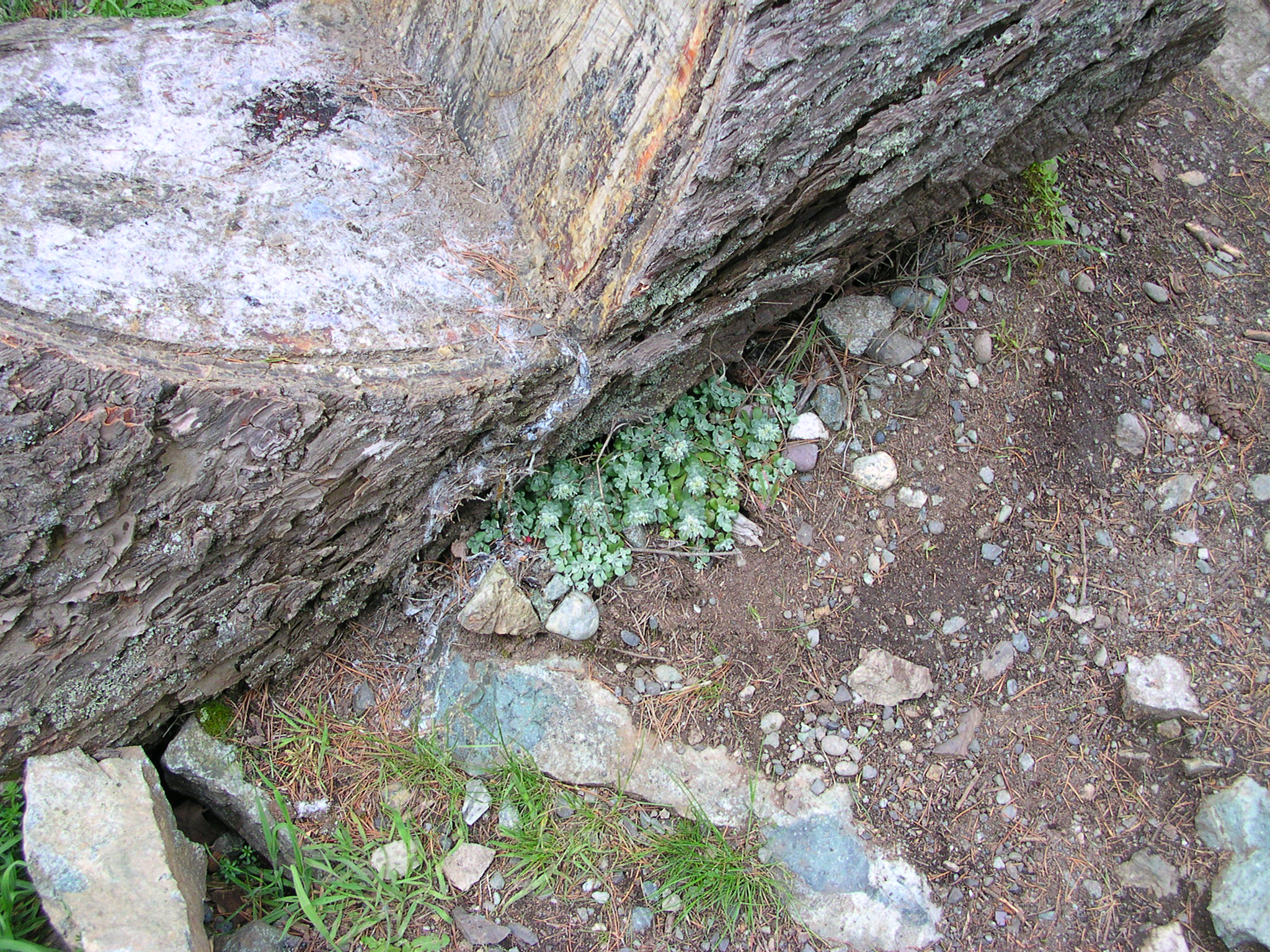
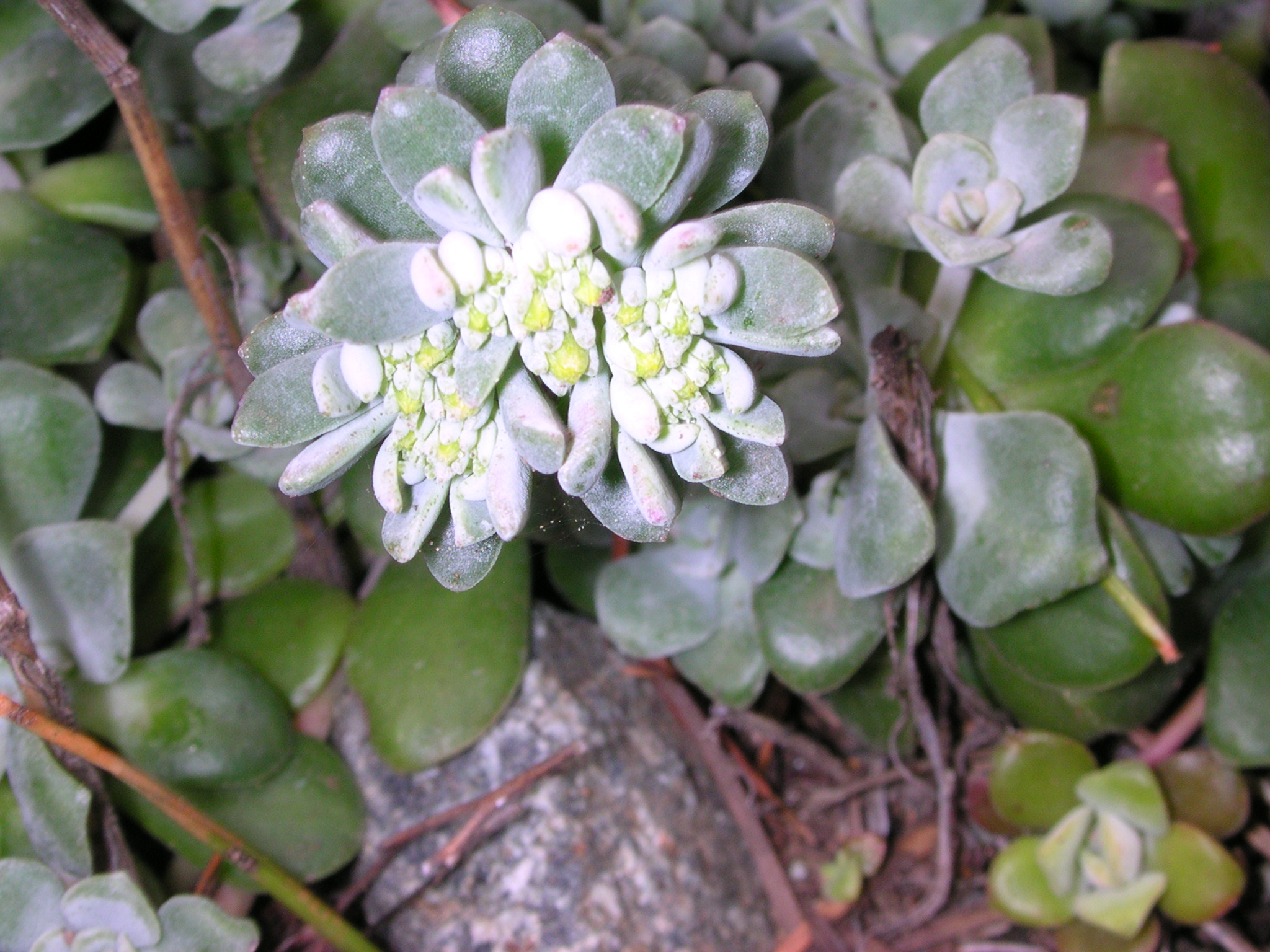
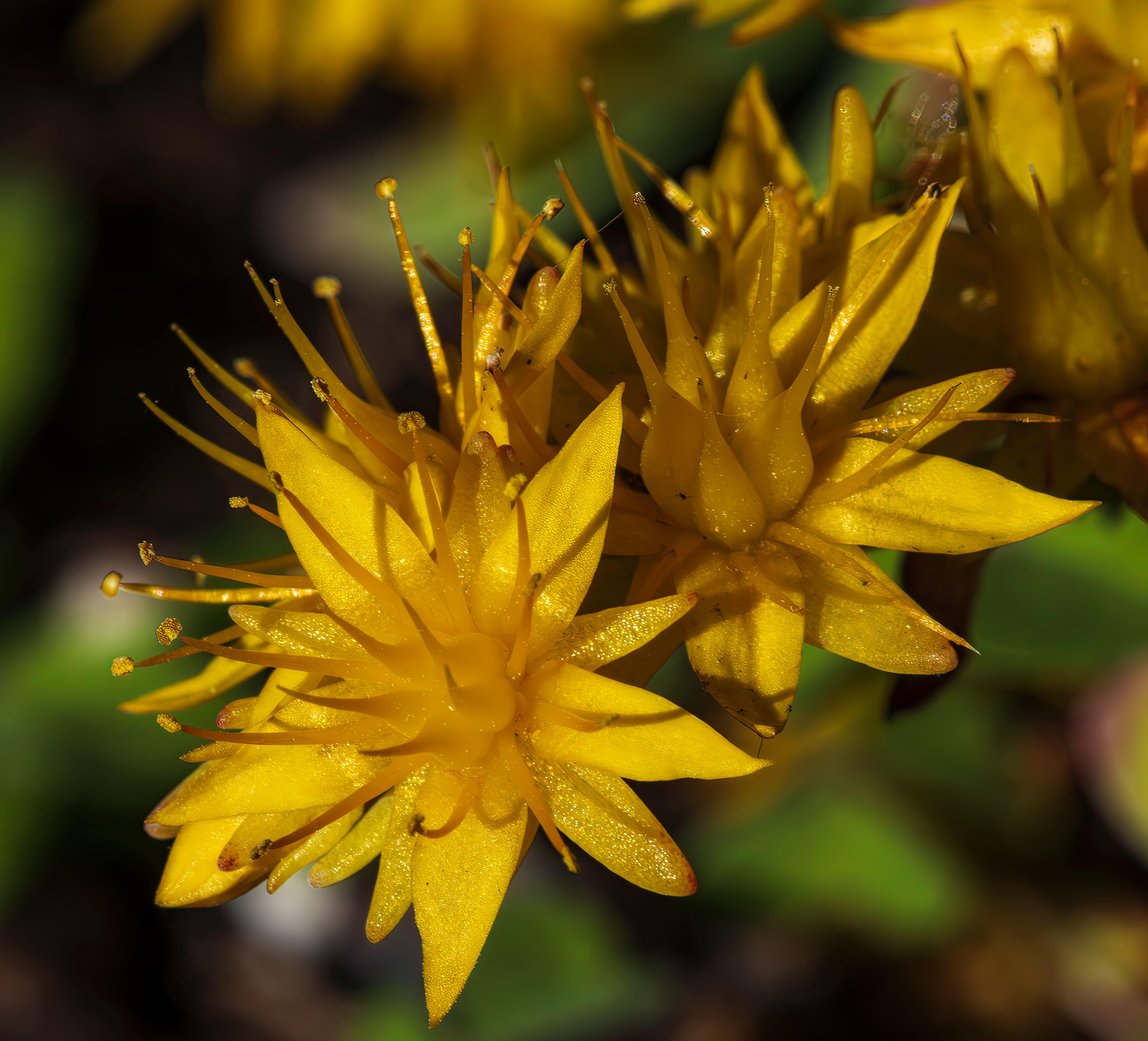
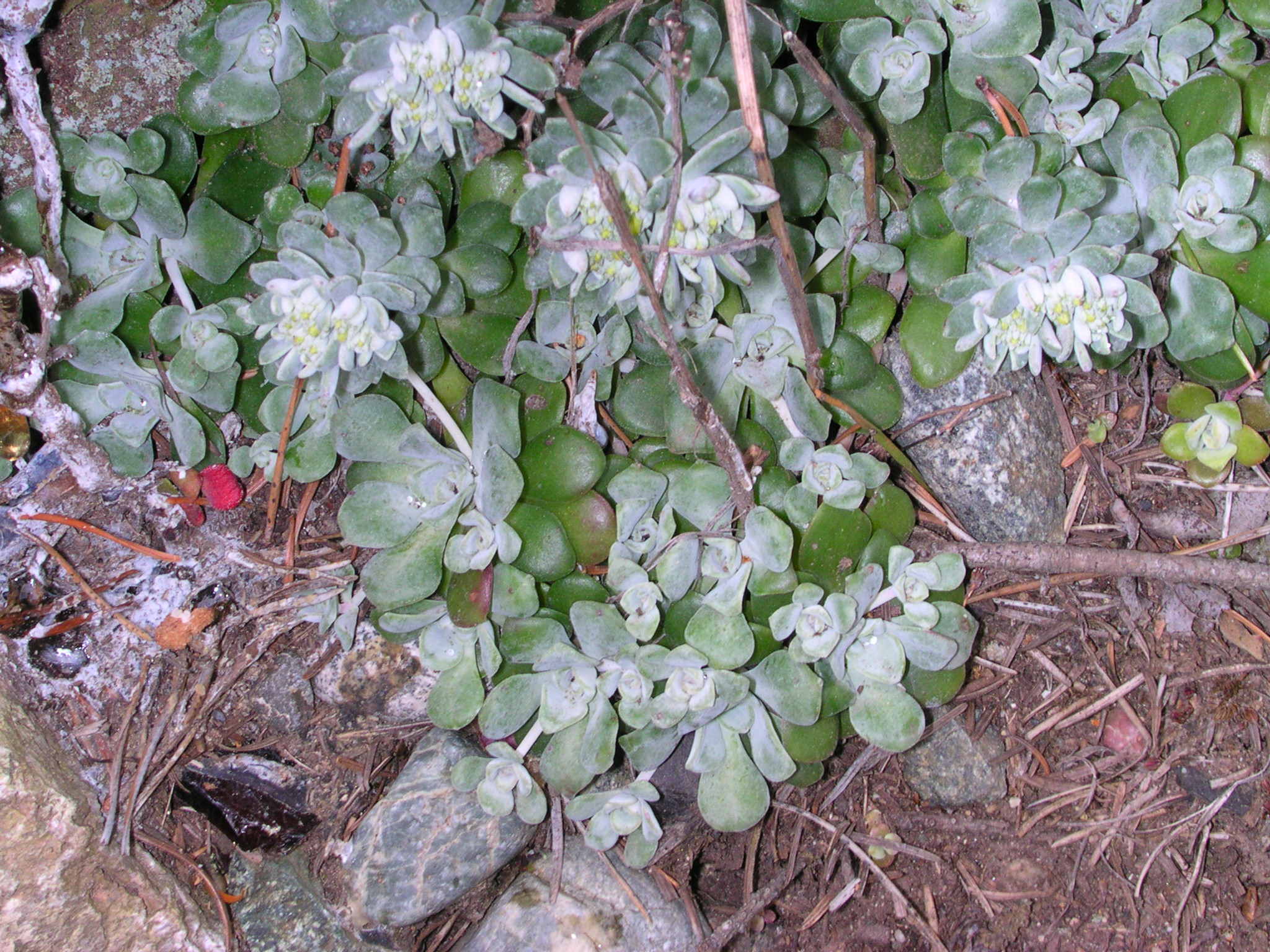
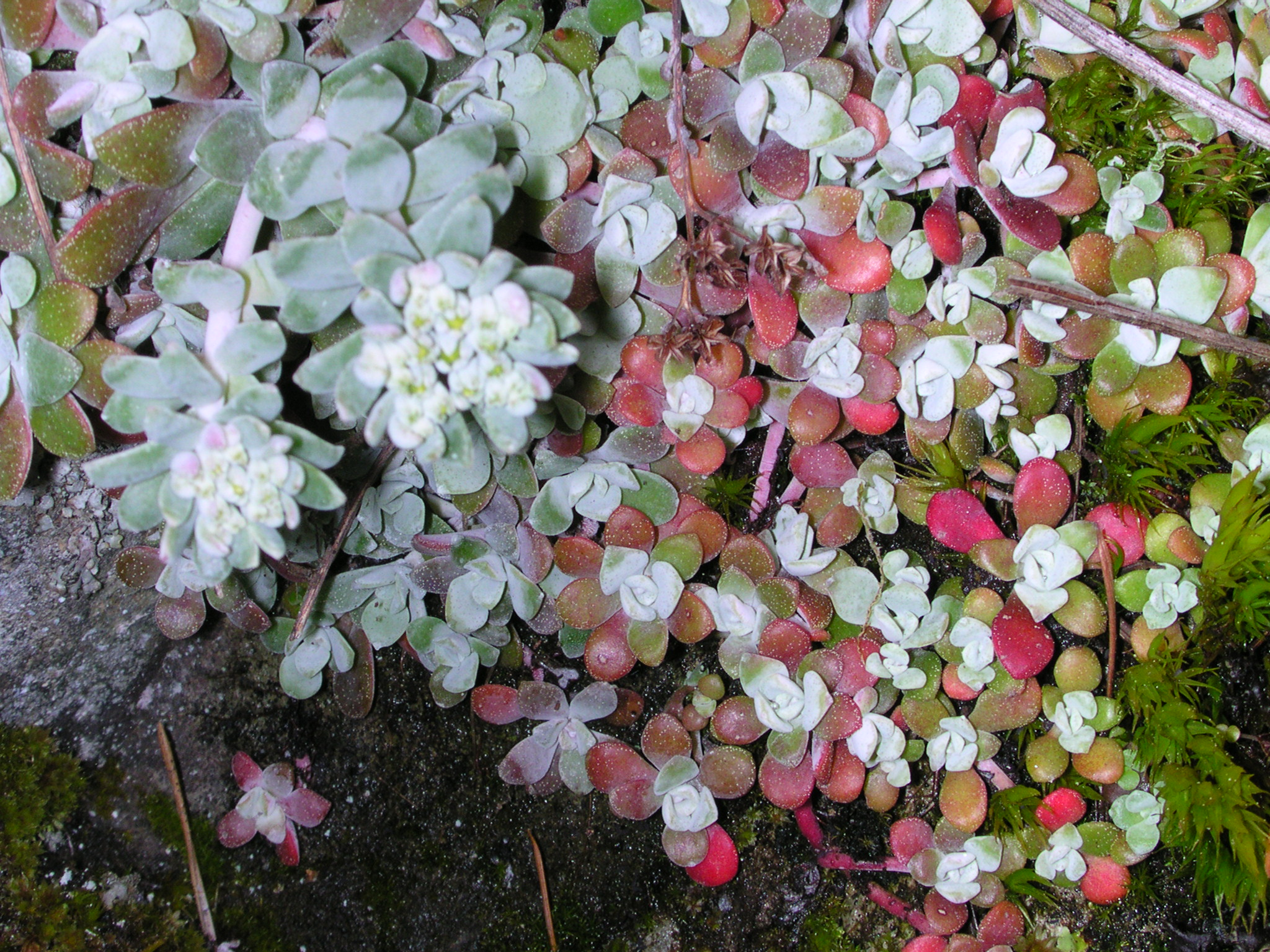
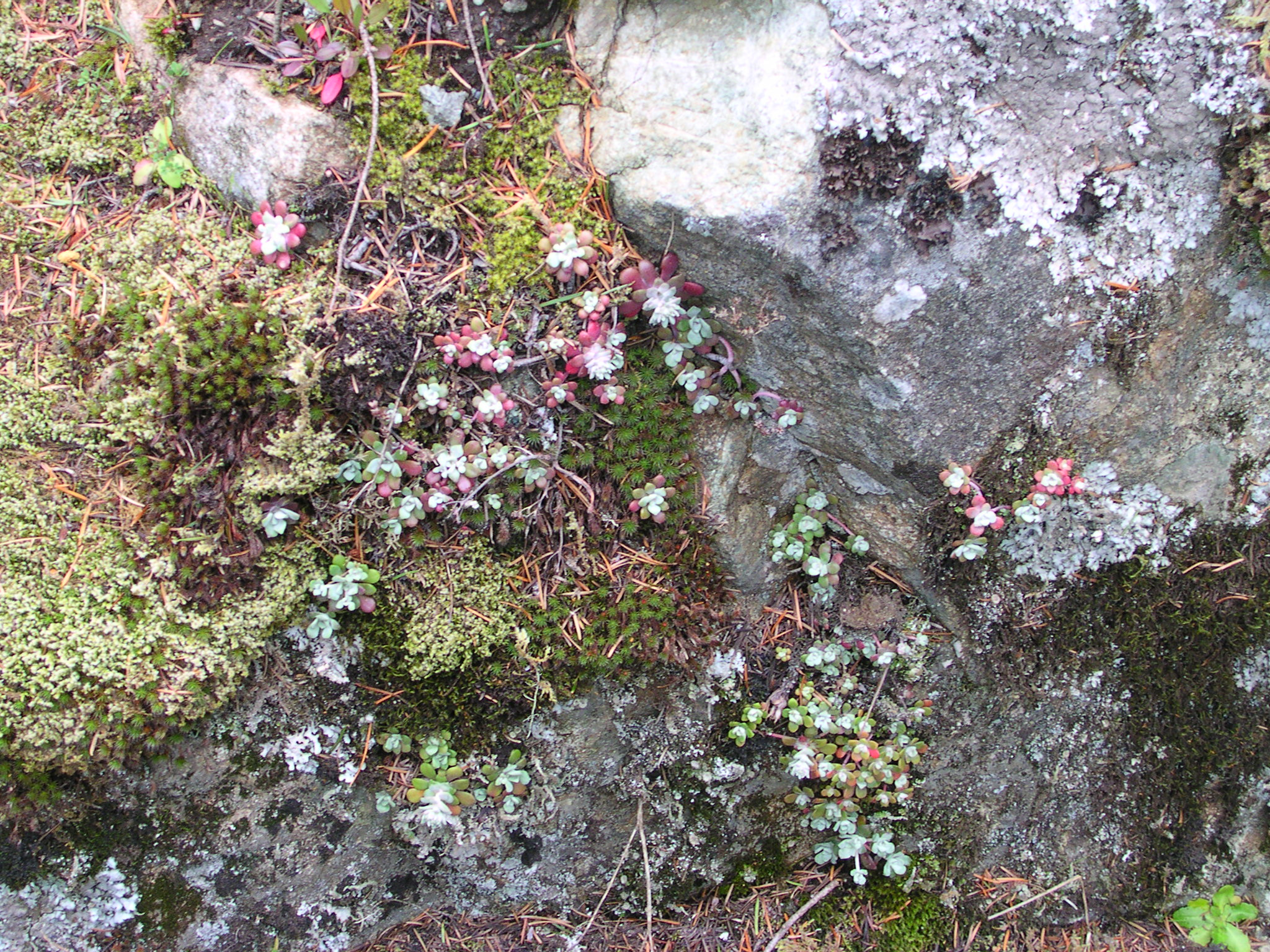